# El Orinoco ilustrado y defendido
El Orinoco ilustrado y defendido es un libro escrito por el misionero jesuita Joseph Gumilla, quien exploró la cuenca del río Orinoco en el siglo XVIII. El libro presenta detalles sobre los afluentes de este río, como también las costumbres de los pobladores indígenas, medicinas, comidas, etc.

## Introducción
HISTORIA NATURAL CIVIL I GEOGRÁFICA: La Historia no sólo es abonado testigo de los tiempos es y debe ser también luz para todas las edades y generaciones Y al modo que si falta la luz en la más curiosa galería toda aquel archivo de la más apreciable antigüedad pasa a un caos de confusión pareciendo ordinarias las piedras más selectas y borrón tosco la más sutil miniatura no de otra manera la más curiosa Historia si le faltare la luz claridad distinción y método será toda confusión y origen de muchas dudas contra el fin primario de la Historia que tira a disiparlas. La que voy a emprender natural civil y geográfica del río Orinoco comprenderá países naciones animales y plantas incógnitas casi enteramente hasta nuestros días para cuya cabal inteligencia se requiere especial claridad y método Lo uno y lo otro procuraré en cuanto pueda para lo cual no saldré un paso fuera de los límites que me he propuesto si no fuere para comprobar la materia que lo requiere o para refutar lo que no dice con la verdad de lo que tratare Y para que con más suavidad corra el hilo de la narración quiero allanar de antemano el tropiezo que en casi todos los capítulos de esta Historia por la novedad de las materias veo que precisamente se ha de ofrecer prevención a mi entender necesaria por lo que he experimentado y observado en Italia, Francia y España.

CAPÍTULO I
Da a conocer la una y la otra costa marítima por donde se abrió paso el río Orinoco y resumen de las primeras noticias que de él hubo sus descubridores intentos y diligencias de los extranjeros para poseerle y la fundación de su única ciudad Santo Tomé de La Guayana.
CAPÍTULO II
Situación del río Orinoco y caudal de aguas que recoge.
CAPÍTULO III
Fondo del gran río Orinoco sus ramales y derrames singular y uniforme modo de crecer y menguar.
CAPÍTULO IV
Clima y temperamento del Orinoco y alguna noticias de sus frutos.
CAPÍTULO V
Descripción genuina de los indios en general, y de sus genios.
CAPÍTULO VI
Verdadero origen y descendencia Desnudez general de aquellas gentes óleos y unturas que casi generalmente usan.
CAPÍTULO VII
Del origen desatinado que fingen algunas naciones del Orinoco y se apuntan algo de su verdadero origen y descendencia.
CAPÍTULO VIII
De su desgobierno civil y doméstico y de la ninguna educación que dan a sus hijos.
CAPÍTULO IX
Genios y vida rara de la nación guaraúna Palma singular de que se visten comen beben y tienen todo cuanto han menester.
CAPÍTULO X
Genios y usos de otras naciones de las riberas del Orinoco hasta las bocas del río Apure.
CAPÍTULO XI
Genios y usos inauditos de los indios otomacos y de los guamos.
CAPÍTULO XII
Prosigue la materia del pasado estilos y singulares noticias de usos que no tiene nación alguna del Orinoco sino los otomacos. 
CAPÍTULO XIII
Trata de la nación saliva de su genio usos y costumbres y raras honras que hacían los gentiles a sus difuntos.
CAPÍTULO XIV
Epílogo de las ceremonias que otras naciones hacen por sus difuntos.
CAPÍTULO XV
Cuan ingratamente descuidan de sus enfermos cuan neciamente se curan y cuan pacíficamente mueren aquellos indios.
CAPÍTULO XVI
Reconvención amigable a monsieur Noblot al folio 520 del tomo V de su Geografía e Historia Universal. 
CAPÍTULO XVII
Prosigue la materia del pasado con nuevas y más individuales noticias acerca de la fe de los indios.
CAPÍTULO XVIII
Resumen de los genios y osos de las demás naciones que hasta el corriente año de 1740 se han descubierto en el río Orinoco. 
CAPÍTULO XIX
De sus monterías animales que matan para su regalo y otros de que se guardan con cuidado Resinas y aromas que traen cuando vuelven los indios de los bosques y de las selvas frutas y raíces medicinales.
CAPÍTULO XX
Variedad de peces y singulares industrias de los indios para pescar Piedras y huesos medicinales que se han descubierto en algunos pescados.
CAPÍTULO XXI
Cosecha admirable de tortugas que logran los indios del Orinoco huevos de ellas que recogen y aceite singular que sacan de dichos huevos.
CAPÍTULO XXII
Método el más practicable para la primera entrada de un misionero en aquellas tierras de gentiles de que trato y en otras semejantes.
CAPÍTULO XXIII
Fertilidad y frutos preciosos que ofrece el terreno del río Orinoco y el de sus vertientes Y último de esta primera parte en que se trata del famoso Dorado o ciudad de Manoa.

## Aportes a la medicina
En Etnomedicina; ya que el libro nos deja abundante información sobre plantas, venenos, tratamientos médicos, animales ponzoños, etc. También el libro describe enfermedades y síntomas, sino que también; nos habla del tratamiento que los indígenas utilizaban para curar sus enfermedades.